# The Masked Singer (Vereinigte Staaten)/Staffel 13
Die 13. Staffel der US-amerikanischen Musikshow The Masked Singer wurde vom 12. Februar bis zum 7. Mai    2025 auf Fox ausgestrahlt. Moderiert wurde sie von Nick Cannon. Das Rateteam bestand wie in den vorherigen beiden Staffeln aus dem Sänger Robin Thicke, der Moderatorin Jenny McCarthy, dem Schauspieler Ken Jeong und der britischen Sängerin Rita Ora. Siegerin wurde Gretchen Wilson als Pearl.

## Rateteam
| Folge | Ständige Mitglieder | Ständige Mitglieder | Ständige Mitglieder | Ständige Mitglieder |
| ----- | ------------------- | ------------------- | ------------------- | ------------------- |
| 1     | Robin Thicke        | Jenny McCarthy      | Ken Jeong           | Rita Ora            |
| 2     | Robin Thicke        | Jenny McCarthy      | Ken Jeong           | Rita Ora            |
| 3     | Robin Thicke        | Jenny McCarthy      | Ken Jeong           | Rita Ora            |
| 4     | Robin Thicke        | Jenny McCarthy      | Ken Jeong           | Rita Ora            |
| 5     | Robin Thicke        | Jenny McCarthy      | Ken Jeong           | Rita Ora            |
| 6     | Robin Thicke        | Jenny McCarthy      | Ken Jeong           | Casey Wilson 1      |
| 7     | Robin Thicke        | Jenny McCarthy      | Ken Jeong           | Rita Ora            |
| 8     | Robin Thicke        | Jenny McCarthy      | Ken Jeong           | Rita Ora            |
| 9     | Robin Thicke        | Jenny McCarthy      | Ken Jeong           | Rita Ora            |
| 10    | Robin Thicke        | Jenny McCarthy      | Ken Jeong           | Rita Ora            |
| 11    | Robin Thicke        | Jenny McCarthy      | Ken Jeong           | Rita Ora            |
| 12    | Robin Thicke        | Jenny McCarthy      | Ken Jeong           | Rita Ora            |
| 13    | Robin Thicke        | Jenny McCarthy      | Ken Jeong           | Rita Ora            |

Shrek (Episode 2), Ernie Hudson, Mckenna Grace (Episode 5), Danielle Fishel (Episode 10) und Donnie Wahlberg (Episode 11) sowie die früheren Teilnehmer Joey Fatone (Episode 7), Chris Kirkpatrick, Omarion (Episode 8) und Bret Michaels (Episode 9) hatten in der Staffel Gastauftritte, ohne Mitglieder im Rateteam zu sein. Zudem sang der ehemalige Kandidat Mario am Anfang der ersten Folge ein Lied.

## Teilnehmer

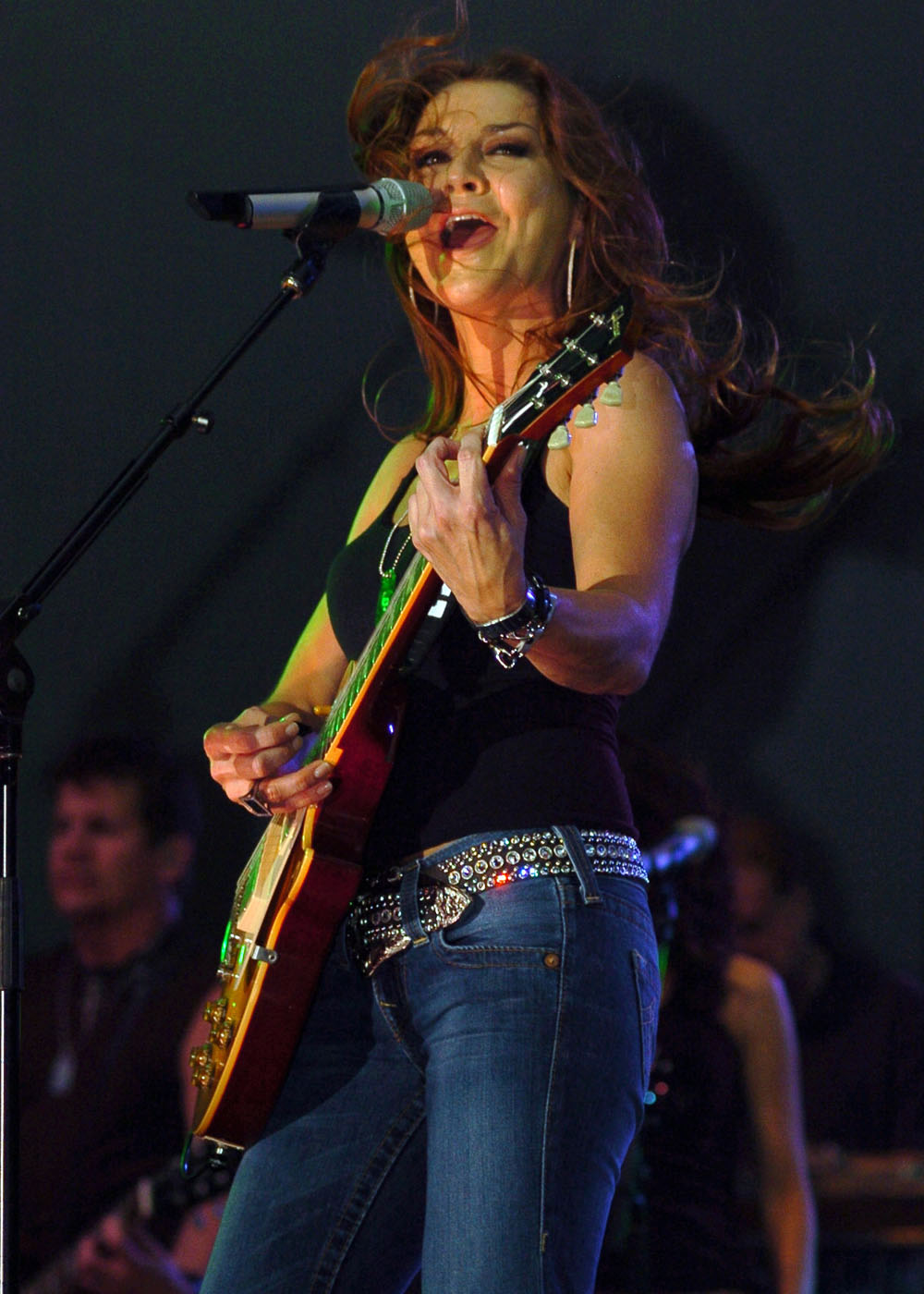
Gretchen Wilson, Gewinnerin der 13. Staffel

In der Staffel trat Lucky Duck auf, ein Prominenter im Entenkostüm. Er präsentierte dem Rateteam Hinweise zu den Teilnehmenden und betätigte im Halbfinale für die Kandidaten Boogie Woogie sowie Coral die Ding Dong Keep It On Bell. Mit der Glocke, die sonst nur die Mitglieder des Rateteams benutzen, werden seit der neunten Staffel eigentlich bereits ausgeschiedene Teilnehmende vor der Demaskierung bewahrt. In derselben Episode wurde Lucky Duck als Oras Ehemann Taika Waititi enttarnt.
| Platz | Kostüm                                                     | Person                 | Bekannt als                       | Aus in Folge | Quelle |
| ----- | ---------------------------------------------------------- | ---------------------- | --------------------------------- | ------------ | ------ |
| 1     | Pearl (Perle)                                              | Gretchen Wilson        | Singer-Songwriterin               | 13           | [ 18 ] |
| 2     | Boogie Woogie                                              | Andy Grammer           | Musiker                           | 13           | [ 19 ] |
| 3     | Coral (Koralle)                                            | Meg Donnelly           | Sängerin, Schauspielerin          | 13           | [ 20 ] |
| 4     | Mad Scientist Monster (Verrücktes Wissenschaftler-Monster) | Brian Kelley           | Musiker                           | 13           | [ 21 ] |
| 5     | Nessy                                                      | Edwin McCain           | Musiker, Singer-Songwriter        | 11           | [ 22 ] |
| 6     | Paparazzo                                                  | Matthew Lawrence       | Schauspieler                      | 10           | [ 23 ] |
| 7     | Yorkie                                                     | Erika Jayne            | Sängerin                          | 9            | [ 24 ] |
| 8     | Stud Muffin (Frauenheld)                                   | Method Man             | Rapper, Schauspieler              | 8            | [ 25 ] |
| 9     | Cherry Blossom (Kirschblüte)                               | Candace Cameron Bure   | Schauspielerin                    | 7            | [ 26 ] |
| 10    | Griffin (Greif)                                            | James Van Der Beek     | Schauspieler                      | 6            | [ 27 ] |
| 11    | Space Ranger                                               | Flavor Flav            | Rapper                            | 5            | [ 28 ] |
| 12    | Bat (Fledermaus)                                           | Scheana Shay           | Schauspielerin, TV-Persönlichkeit | 4            | [ 29 ] |
| 13    | Ant (Ameise)                                               | Aubrey O’Day           | Sängerin, TV-Persönlichkeit       | 3            | [ 30 ] |
| 14    | Fuzzy Peas (Flauschige Erbsen)                             | Óscar de la Hoya       | Boxer                             | 2            | [ 31 ] |
| 15    | Honey Pot (Honigtopf)                                      | Cedric the Entertainer | Komiker, Schauspieler             | 1            | [ 32 ] |

Mehrere Teilnehmer sangen nach der Demaskierung nicht wie bei The Masked Singer sonst üblich ein vorher dargebotenes Lied, sondern eines ihrer eigenen. Das waren Method Man (Da Rockwilder im Duett mit Cannon, der die im Original von Redman gerappten Verse übernahm), McCain (I’ll Be), Grammer (Don’t Give Up on Me) und Wilson (Redneck Woman).

## Folgen
|   | Kostüm                            | Lied, Originalinterpret                                      | Ergebnis      |
| - | --------------------------------- | ------------------------------------------------------------ | ------------- |
|   | Rita Ora & Robin Thicke & Mario 2 | Get Lucky – Daft Punk feat. Pharrell Williams & Nile Rodgers | –             |
|   |                                   |                                                              |               |
| 1 | Honey Pot                         | SexyBack – Justin Timberlake feat. Timbaland                 | Ausgeschieden |
| 2 | Ant                               | Just Give Me a Reason – Pink feat. Nate Ruess                | Gewonnen      |
| 3 | Paparazzo                         | The Door – Teddy Swims                                       | Gewonnen      |
| 4 | Fuzzy Peas                        | La Bamba                                                     | Gewonnen      |
| 5 | Coral                             | Mad World – Tears for Fears                                  | Gewonnen      |

|   | Kostüm      | Lied, Originalinterpret               | Ergebnis      |
| - | ----------- | ------------------------------------- | ------------- |
|   | Ken Jeong 2 | All Star – Smash Mouth                | –             |
|   |             |                                       |               |
| 1 | Coral       | Accidentally in Love – Counting Crows | Gewonnen      |
| 2 | Paparazzo   | Hallelujah – Leonard Cohen            | Gewonnen      |
| 3 | Fuzzy Peas  | I’m a Believer – The Monkees          | Ausgeschieden |
| 4 | Ant         | Wide Awake – Katy Perry               | Gewonnen      |

|               | Kostüm                             | Lied, Originalinterpret           | Ergebnis      |                     |
|               | Robin Thicke 2 & Gruppenfinalisten | Fly Me to the Moon – Kaye Ballard | –             |                     |
|               |                                    |                                   |               | Indizien-Gegenstand |
| 1             | Coral                              | Luck Be a Lady – Robert Alda      | Vielleicht    | Apfel               |
| 2             | Ant                                | Fever – Little Willie John        | Vielleicht    | Mondmann            |
| 3             | Paparazzo                          | That’s Amore – Dean Martin        | Gewonnen      | Frankenstein        |
| Battle Royale |                                    |                                   |               |                     |
| 5             | Ant                                | My Way – Hervé Vilard             | Ausgeschieden |                     |
| 6             | Coral                              | My Way – Hervé Vilard             | Gewonnen      |                     |

|   | Kostüm        | Lied, Originalinterpret                                             | Ergebnis      |
| - | ------------- | ------------------------------------------------------------------- | ------------- |
| 1 | Boogie Woogie | I Believe in a Thing Called Love – The Darkness                     | Gewonnen      |
| 2 | Space Ranger  | Bad Blood – Taylor Swift feat. Kendrick Lamar                       | Gewonnen      |
| 3 | Griffin       | Rewrite the Stars – Zac Efron & Zendaya                             | Gewonnen      |
| 4 | Bat           | Espresso – Sabrina Carpenter                                        | Ausgeschieden |
| 5 | Pearl         | Saving All My Love for You – Marilyn McCoo feat. Billy Davis junior | Gewonnen      |

|   | Kostüm        | Lied, Originalinterpret                    | Ergebnis      |
| - | ------------- | ------------------------------------------ | ------------- |
| 1 | Pearl         | (Don’t Fear) The Reaper – Blue Öyster Cult | Gewonnen      |
| 2 | Griffin       | Disturbia – Rihanna                        | Gewonnen      |
| 3 | Space Ranger  | Cleanin’ Up the Town – The BusBoys         | Ausgeschieden |
| 4 | Boogie Woogie | Radioactive – Imagine Dragons              | Gewonnen      |

|               | Kostüm            | Lied, Originalinterpret                           | Ergebnis      |                     |
|               | Gruppenfinalisten | Save a Horse (Ride a Cowboy) – Big & Rich         | –             |                     |
|               |                   |                                                   |               | Indizien-Gegenstand |
| 1             | Pearl             | Here You Come Again – B. J. Thomas                | Gewonnen      | Bizeps              |
| 2             | Griffin           | Take Me Home, Country Roads – John Denver         | Vielleicht    | Texas               |
| 3             | Boogie Woogie     | Something in the Water – Carrie Underwood         | Vielleicht    | MLB                 |
| Battle Royale |                   |                                                   |               |                     |
| 4             | Griffin           | I Had Some Help – Post Malone feat. Morgan Wallen | Ausgeschieden |                     |
| 5             | Boogie Woogie     | I Had Some Help – Post Malone feat. Morgan Wallen | Gewonnen      |                     |

|   | Kostüm                | Lied, Originalinterpret         | Ergebnis      |
| - | --------------------- | ------------------------------- | ------------- |
| 1 | Yorkie                | Hot to Go! – Chappell Roan      | Gewonnen      |
| 2 | Stud Muffin           | Jump Around – House of Pain     | Gewonnen      |
| 3 | Nessy                 | Roxanne – The Police            | Gewonnen      |
| 4 | Cherry Blossom        | Let’s Get Loud – Jennifer Lopez | Ausgeschieden |
| 5 | Mad Scientist Monster | Unwell – Matchbox Twenty        | Gewonnen      |

|   | Kostüm                   | Lied, Originalinterpret                         | Ergebnis      |
| - | ------------------------ | ----------------------------------------------- | ------------- |
|   | Übrige Gruppenmitglieder | Everybody (Backstreet’s Back) – Backstreet Boys | —             |
|   |                          |                                                 |               |
| 1 | Nessy                    | Tearin’ Up My Heart – *NSYNC                    | Gewonnen      |
| 2 | Stud Muffin              | Poison – Bell Biv DeVoe                         | Ausgeschieden |
| 3 | Yorkie                   | Step by Step – The Superiors                    | Gewonnen      |
| 4 | Mad Scientist Monster    | I Swear – John Michael Montgomery               | Gewonnen      |

|               | Kostüm                | Lied, Originalinterpret                   | Ergebnis      |               |
|               | Gruppenfinalisten     | My Sharona – The Knack                    | –             |               |
|               |                       |                                           |               | Indizien-Wort |
| 1             | Yorkie                | Stop! In the Name of Love – The Supremes  | Vielleicht    | Show Dog      |
| 2             | Mad Scientist Monster | Love Yourself – Justin Bieber             | Gewonnen      | Season 4      |
| 3             | Nessy                 | Can’t Fight This Feeling – REO Speedwagon | Vielleicht    | Bieber & Puth |
| Battle Royale |                       |                                           |               |               |
| 4             | Yorkie                | Hard to Handle – Otis Redding             | Ausgeschieden |               |
| 5             | Nessy                 | Hard to Handle – Otis Redding             | Gewonnen      |               |

|   | Kostüm                | Lied, Originalinterpret                        | Ergebnis      |
| - | --------------------- | ---------------------------------------------- | ------------- |
| 1 | Mad Scientist Monster | There’s Nothing Holdin’ Me Back – Shawn Mendes | Gewonnen      |
| 2 | Nessy                 | Stargazing – Myles Smith                       | Gewonnen      |
| 3 | Coral                 | Ain’t It Fun – Paramore                        | Gewonnen      |
| 4 | Paparazzo             | Unpretty – TLC                                 | Ausgeschieden |
| 5 | Pearl                 | Conga – Miami Sound Machine                    | Gewonnen      |
| 6 | Boogie Woogie         | Unsteady – X Ambassadors                       | Gewonnen      |

|   | Kostüm                | Lied, Originalinterpret      | Ergebnis      |
| - | --------------------- | ---------------------------- | ------------- |
|   | Viertelfinalisten     | More Than a Feeling – Boston | —             |
|   |                       |                              |               |
| 1 | Coral                 | Sk8er Boi – Avril Lavigne    | Gewonnen      |
| 2 | Nessy                 | Million Reasons – Lady Gaga  | Ausgeschieden |
| 3 | Boogie Woogie         | Golden Hour – Jvke           | Gewonnen      |
| 4 | Pearl                 | Your Love – The Outfield     | Gewonnen      |
| 5 | Mad Scientist Monster | The Scientist – Coldplay     | Gewonnen      |

|           | Kostüm                | Lied, Originalinterpret              | Ergebnis   |
| --------- | --------------------- | ------------------------------------ | ---------- |
|           | Halbfinalisten        | HandClap – Fitz and the Tantrums     | –          |
|           |                       |                                      |            |
| 1         | Boogie Woogie         | Maps – Maroon 5                      | Vielleicht |
| 2         | Pearl                 | You Don’t Own Me – Lesley Gore       | Gewonnen   |
|           |                       |                                      |            |
| 3         | Coral                 | What Was I Made For? – Billie Eilish | Vielleicht |
| 4         | Mad Scientist Monster | A Bar Song (Tipsy) – Shaboozey       | Gewonnen   |
| Smackdown |                       |                                      |            |
| 5         | Coral                 | Suddenly I See – KT Tunstall         | Glocke     |
| 6         | Boogie Woogie         | Are You Gonna Be My Girl – Jet       | Glocke     |

|                   | Kostüm                  | Lied, Originalinterpret                       | Ergebnis      |                                      |
|                   | Finalisten & Rita Ora 2 | Pink Pony Club – Chappell Roan                | –             |                                      |
|                   |                         |                                               |               | Indizien-Gegenstand                  |
| 1                 | Pearl                   | Black Horse and the Cherry Tree – KT Tunstall | Gewonnen      | –                                    |
| 2                 | Coral                   | Moon River – Audrey Hepburn                   | Dritter Platz | Cheerleader-Uniform                  |
| 3                 | Boogie Woogie           | Freedom! ’90 – George Michael                 | Gewonnen      | –                                    |
| 4                 | Mad Scientist Monster   | Stay – Sugarland                              | Vierter Platz | Goldfisch-Halskette                  |
| Zweiter Durchgang |                         |                                               |               |                                      |
| 5                 | Boogie Woogie           | Love the Hell Out of You – Lewis Capaldi      | Zweiter Platz | Rosa Schleife                        |
| 6                 | Pearl                   | I’ll Stand by You – The Pretenders            | Gewinnerin    | Hose mit To Pearl From Dolly-Etikett |

## Einschaltquoten
| Folge | Datum         | Live      | Live                 | Quelle |
| Folge | Datum         | Zuschauer | Rating/Share (18–49) | Quelle |
| ----- | ------------- | --------- | -------------------- | ------ |
| 1     | 12. Feb. 2025 | 3,06 Mio. | 0,4/5                | [ 37 ] |
| 2     | 19. Feb. 2025 | 3,02 Mio. | 0,4/6                | [ 38 ] |
| 3     | 26. Feb. 2025 | 2,93 Mio. | 0,4/5                | [ 39 ] |
| 4     | 5. Mär. 2025  | 2,61 Mio. | 0,3/5                | [ 40 ] |
| 5     | 12. Mär. 2025 | 2,90 Mio. | 0,4/5                | [ 41 ] |
| 6     | 19. Mär. 2025 | 2,61 Mio. | 0,4/5                | [ 42 ] |
| 7     | 26. Mär. 2025 | 2,67 Mio. | 0,3/5                | [ 43 ] |
| 8     | 2. Apr. 2025  | 2,75 Mio. | 0,3/4                | [ 44 ] |
| 9     | 9. Apr. 2025  | 3,02 Mio. | 0,3/4                | [ 45 ] |
| 10    | 16. Apr. 2025 | 2,84 Mio. | 0,4/6                | [ 46 ] |
| 11    | 23. Apr. 2025 | 2,79 Mio. | 0,4/5                | [ 47 ] |
| 12    | 30. Apr. 2025 | 2,75 Mio. | 0,3/4                | [ 48 ] |
| 13    | 7. Mai 2025   | 2,89 Mio. | 0,4/5                | [ 49 ] |